# Ligne de Röszke à Szeged
La ligne de Szeged à Subotica par Röszke ou ligne 136 est une ligne de chemin de fer de Hongrie. Elle relie Szeged à Röszke.